# Nachttauchen

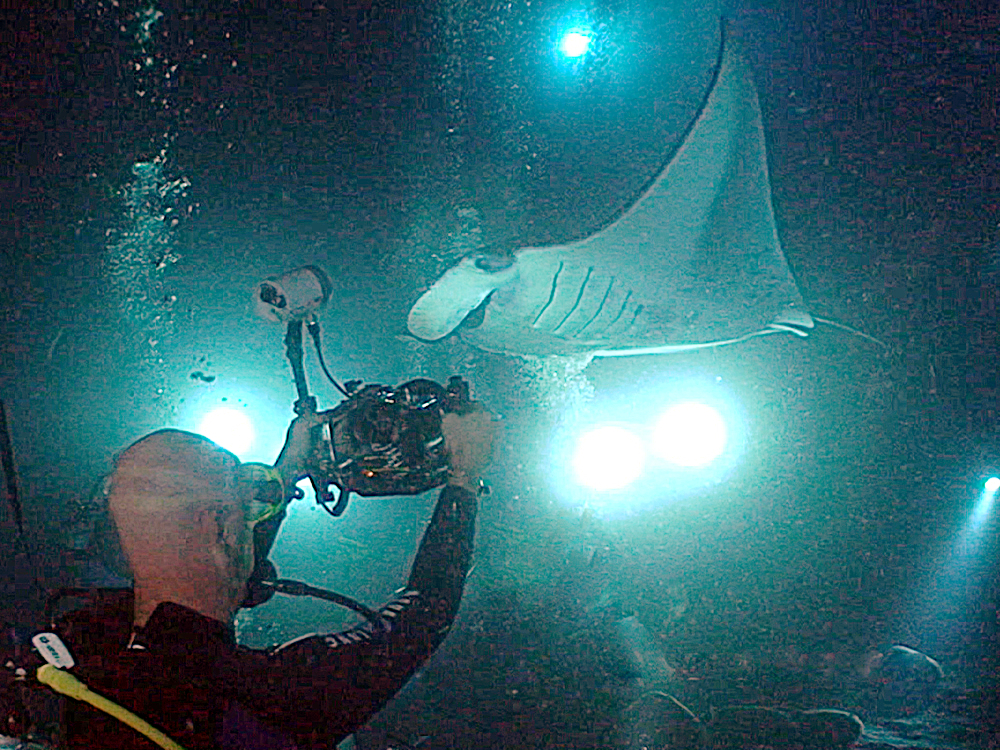
Taucher fotografieren einen Mantarochen während eines Nachttauchgangs

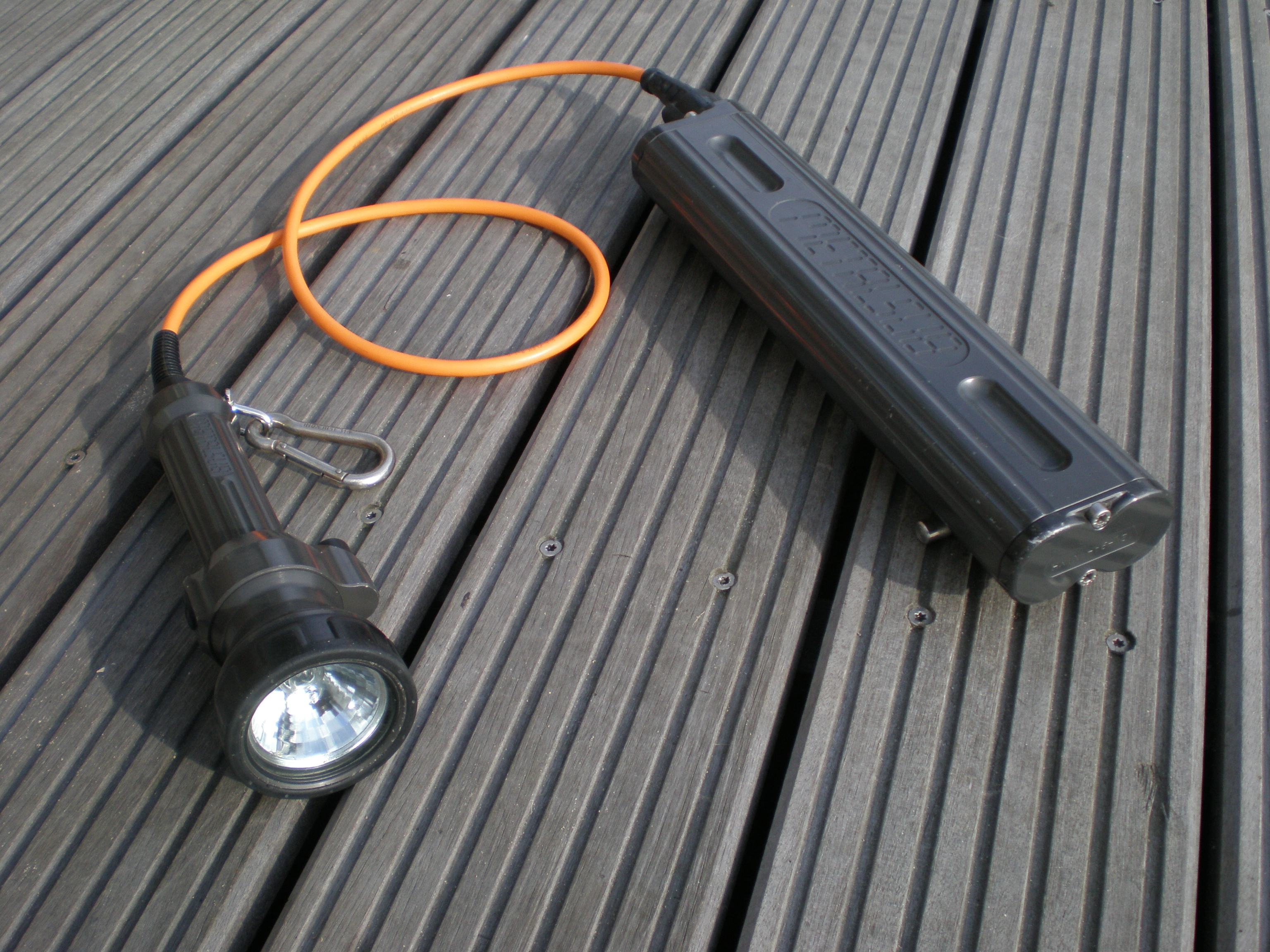
Halogen-Taucherlampe (Tanklampe)

Unter Nachttauchen oder Nachttauchgang (kurz NTG)  versteht man das Gerätetauchen bei Nacht mit den dafür vorgesehenen Hilfsmitteln. Hierzu zählt vorwiegend die Taucherlampe, da nachts kein blaues Restlicht von der Wasseroberfläche die Unterwasserumgebung aufhellt. Wegen der Dunkelheit sind zudem zusätzliche Verhaltensregeln notwendig. In der Nacht sind meist andere oder mehr Lebewesen unter Wasser aktiv als bei Tage. Die Kommunikation, welche beim Tauchen vor allem über Gesten und standardisierte Tauchzeichen erfolgt, wird durch die Dunkelheit weiter erschwert. Meist werden die Zeichen mit einer Hand gegeben, während diese mit der Tauchlampe in der anderen Hand angeleuchtet wird. Wichtige Zeichen, wie das OK-Zeichen oder das Anzeigen eines Notfalls, können direkt mit der Lampe gegeben werden. Auch die Orientierung, das Bedienen der Ausrüstung sowie das Ablesen der Instrumente gestaltet sich bei Dunkelheit teils schwieriger, sodass höhere Ansprüche an den Taucher gestellt werden. In Gewässern mit sehr schlechter Sicht ist man oft auch am Tag darauf angewiesen, die Techniken des Nachttauchens anzuwenden, da das Tageslicht oft nur in geringe Tiefen vordringt. Ähnliche Bedingungen finden sich in Wracks oder Höhlen.

## Ausrüstung
Der wichtigste Ausrüstungsgegenstand für das Nachttauchen ist die Taucherlampe. Es handelt sich um eine wasserdichte und druckfeste Taschenlampe. In der Gegenwart kommen LED- oder Halogenlampen zum Einsatz. LED-Lampen sind im Verhältnis zu ihrer Größe sehr lichtstark und weisen eine längere Leuchtzeit auf als Halogenlampen. LED-Lampen älterer Bauart sind aber gewöhnungsbedürftig, da sie ein sehr weißes Licht abgeben. Moderne LED-Lampen bieten mittlerweile aber auch wärmere Lichttöne. Halogenlampen haben hingegen einen angenehmen leicht gelblichen Schein, in dem die Farben, beispielsweise die der Korallen, unter Wasser sehr gut zur Geltung kommen.
Um die Ein- und Ausstiegsstelle zu kennzeichnen, ist es sinnvoll, eine weitere wasserdichte Lampe möglichst nahe an der Wasseroberfläche am Ufer oder am Tauchboot anzubringen. Dazu kann auch ein Leuchtstab oder ein Blitzlicht verwendet werden.

## Verhaltensregeln
Folgende Regeln werden für einen Nachttauchgang empfohlen:

### Planung des Nachttauchgangs
- Nur Stellen auswählen, die von bei Tag durchgeführten Tauchgängen gut bekannt sind.
- Nicht als Dekompressions- oder Tieftauchgänge planen.
- Nur bei gutem Wetter tauchen.
- Nicht bei hohem Wellengang tauchen.
- Kein Strömungstauchen.
- Keine Anfänger mitnehmen.

### Vorbesprechung
- Keine Gruppen mit mehr als drei Tauchern bilden, sonst wird das Zusammenbleiben erschwert.
- Nachttauchneulinge immer mit einem Nachttaucherfahrenen in die Buddy-Gruppen einteilen.
- Vor dem Tauchgang werden mit der Tauchlampe signalisierte Unterwasserzeichen vereinbart und der Verlauf des Tauchgangs (Länge, Richtung, Tiefe) geplant.
- Jeder Taucher besitzt eine eigene Reserve-Tauchlampe.

### Durchführung des Nachttauchgangs
- Eine gefahrlose Ein- und Ausstiegsstelle wählen.
- Ein- und Ausstiegsstelle mit einem Licht markieren.
- Die Leuchtzeit der Lampe begrenzt die Tauchzeit, sofern diese vor Ende der vereinbarten Tauchgangszeit zu erlöschen droht.
- Um eine verlorene Lampe ggf. wiederfinden zu können: Die Tauchlampe bereits vor dem Einstieg ins Wasser anschalten und erst an Land oder auf dem Boot nach dem abgeschlossenen Ausstieg wieder ausschalten.
- Darauf achten, dass man niemand mit der eigenen Lampe blendet.
- Lebewesen unter Wasser nicht direkt anstrahlen, um sie nicht unnötig zu stören.
- An der Wasseroberfläche nicht mit der Lampe winken oder umherleuchten, da dies als Notrufsignal interpretiert werden kann.